# Lythrum tribracteatum
Espèce
Statut de conservation UICN

 LC  : Préoccupation mineure
Lythrum tribracteatum, ou Lythrum à trois bractées, est une espèce de plantes à fleurs de la famille des Lythraceae. C'est une plante herbacée originaire d'Europe

## Description
C'est une plante herbacée annuelle, dressée, branchée, faisant 30 centimètres de haut au maximum.
Son aspect général diffère grandement du Lythrum le plus commun, la salicaire commune (Lythrum salicaria L.). C'est une espèce beaucoup plus petite et annuelle (alors que la salicaire est vivace). Elle est aussi beaucoup plus rare.

## Répartition et habitat
La plante est trouvée en Europe, mais aussi dans certaines parties de l'ouest de l'Amérique du Nord où elle a été introduite.
Elle pousse souvent en milieu humide tel des mares.

## Statut de protection
En France, l'espèce est protégée sur l'ensemble du territoire métropolitain.